# 人民论坛 (委内瑞拉)
《人民论坛》（西班牙語：Tribuna Popular）是委内瑞拉的一份左翼报纸，为委内瑞拉共产党中央委员会机关报。该报创刊于1948年2月17日，创办者是古斯塔沃·马查多。目前，每3周发行一期。现任编辑是费尔南多·阿里瓦斯·G，主任是内尔莱·安德拉德。